# Pseudomelatoma penicillata
Pseudomelatoma penicillata é uma espécie de gastrópode do gênero Pseudomelatoma, pertencente a família Pseudomelatomidae.